# Luftschutzkeller

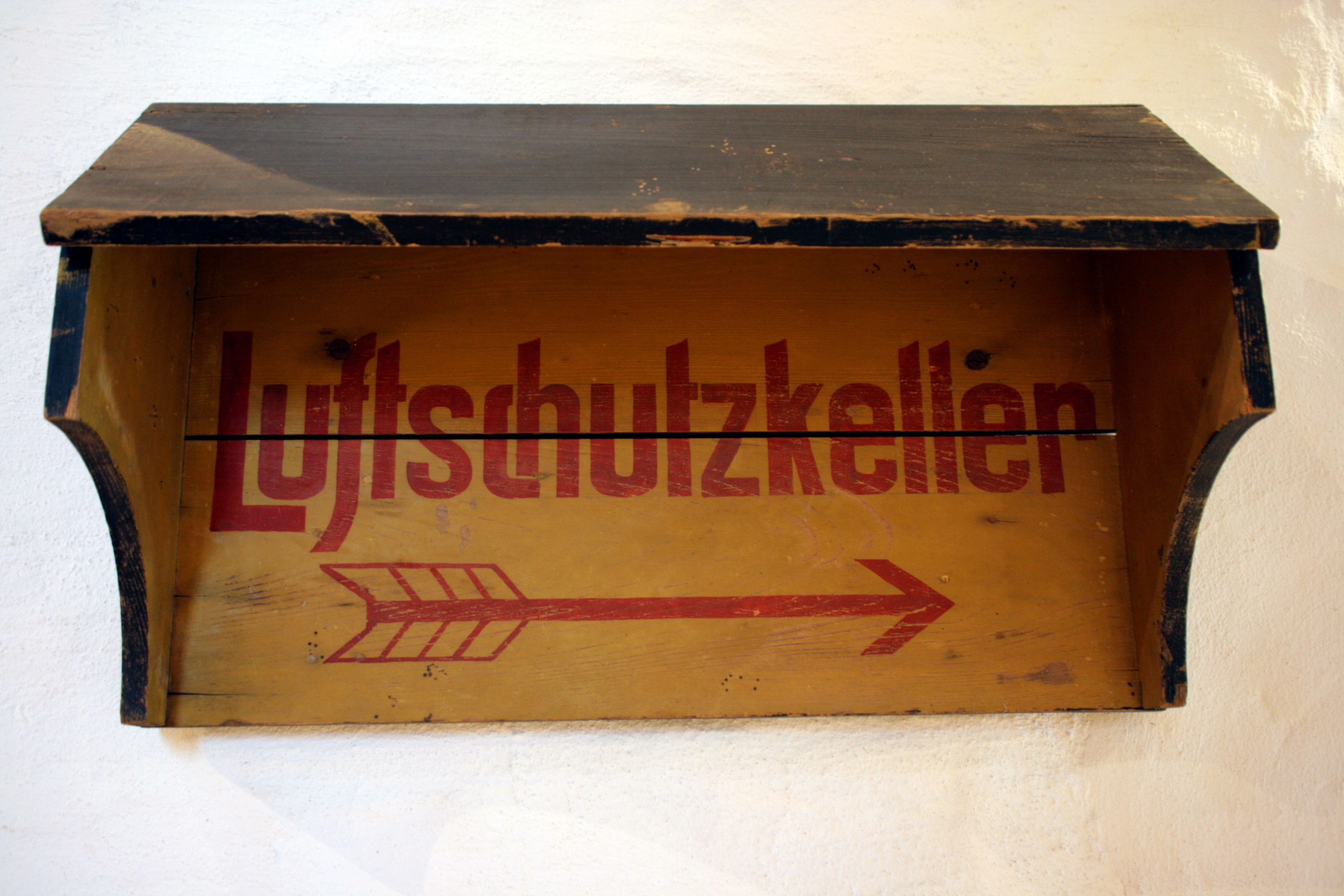
Hinweisschild im Museum Industriekultur, Osnabrück

Ein Luftschutzkeller oder Luftschutzraum ist eine bauliche Anlage zum Schutz vor Luftangriffen im Kellergeschoss eines Gebäudes vor allem während des Zweiten Weltkriegs und des Kalten Kriegs, die nicht primär dem Luftschutz diente. Abzugrenzen davon ist der Luftschutzbunker, der demselben Zweck dient, aber baulich ein eigenständiges Gebäude darstellt.

## Geschichte
Die Entwicklung der Flugzeugtechnik in den 1930er Jahren ließ es wahrscheinlich erscheinen, dass im Falle eines Krieges Bomber auch Orte weit hinter der Frontlinie würden treffen können. Nach Ausbruch des Zweiten Weltkriegs erwies sich die Prognose als zutreffend.
Ein Weg, die Zivilbevölkerung zu schützen, war, in den Kellern von Wohnhäusern Schutzräume einzurichten. Dies hatte gegenüber öffentlichen Luftschutzbunkern den Vorteil leichterer Erreichbarkeit durch die Schutzsuchenden und – aus Sicht der Verwaltung – der Möglichkeit, die Kosten ganz oder teilweise auf private Hauseigentümer abzuwälzen. Der Nachteil von Luftschutzkellern bestand darin, dass sie in der Regel nicht so ausgebaut werden konnten wie öffentliche Großbunkeranlagen. Auch in öffentlichen Gebäuden wie Schulen oder Verwaltungsgebäuden wurden Luftschutzkeller eingebaut.

### Schweiz
Auch in der Schweiz wurde im Vorfeld des Zweiten Weltkriegs der Bau von Luftschutzkellern gefördert. Im Jahr 1934 verabschiedete der Bund einen Beschluss zum Aufbau des Luftschutzes. Das Ziel war es, jedem Schweizer einen Platz in einer Luftschutzanlage bieten zu können. Bis zum Ende des Zweiten Weltkrieges entstanden in der Schweiz fast 34.000 Anlagen.

### DDR
Während des Kalten Kriegs unterhielt der Zivilschutz der DDR eine große Zahl von trümmer- und strahlungssicheren Bauten und Luftschutzkeller in Wohnhäusern und Verwaltungsgebäuden sowie in WBS 70-Plattenbauten. Diese Bauten sind je nach Zeitpunkt der Aufhebung der Schutzraumbindung zum Teil noch in Gebrauch oder müssen als Landes- oder Bundeseigentum im Ernstfall zur Verfügung stehen.

## Bauliche Ausrüstung
Um sich vor Giftgas behelfsmäßig schützen zu können, dessen Einsatz nach den Erfahrungen im Ersten Weltkrieg befürchtet wurde, wurden in manchen Luftschutzkellern Luftfilteranlagen und Gasschleusen mit zwei Türen eingebaut, von denen im Falle eines Gasalarms immer nur eine geöffnet werden durfte.
Bei aneinander gebauten Häusern befanden sich die Luftschutzräume möglichst mit einem Zugang zum jeweiligen Rand des Gebäudes und waren mit einem Durchbruch zu den Nachbargebäuden versehen, der normalerweise mit dünnem Mauerwerk verschlossen war, das im Ernstfall leicht durchbrochen werden konnte. Dies eröffnete einen Fluchtweg durch die Kellerräume des Nebengebäudes ins Freie (oder durch den nächsten Durchbruch weiter ins übernächste Gebäude), wenn der Zugang im eigenen Gebäude verschüttet wurde.

## Kennzeichnung
An den Sockeln der Häuser wurden in Deutschland im Zweiten Weltkrieg an entsprechenden Stellen in weißer fluoreszierender Farbe (wegen Verdunkelung oder Stromausfall) die Abkürzungen LSK (Luftschutzkeller) oder LSR (Luftschutzraum) angebracht, oft aber auch ausgeschrieben. Verbunden war das ab dem 15. März 1944 verpflichtend mit Pfeilen, die möglichst ebenfalls in Leuchtfarbe aufgemalt werden sollten. Gegebenenfalls wurde der zusätzliche Hinweis „i.H.“ (im Haus/im Hof) angebracht. Der Pfeil wies nicht nur auf den Eingang zum Luftschutzkeller hin, sondern diente, wenn ein Gebäude einstürzte, auch der Rettungsmannschaft dazu, den Zugang zu finden. Notausstiege wurden außer mit Pfeilen auch mit den Buchstaben „N.A.“ markiert. Hinweise zu nahegelegenen Hydranten wurden mit einem „H“ gekennzeichnet, Lüftungsschächte und Notausgänge durch Stahlgitter abgedeckt. Soweit sie noch vorhanden sind, tragen sie die Beschriftung „Mannesmann-Luftschutz“. Die Wandaufschriften sind meist durch Neuanstrich des Gebäudes oder Verwitterung verschwunden, nur in seltenen Fällen kann man sie heute noch erkennen.

## Galerie

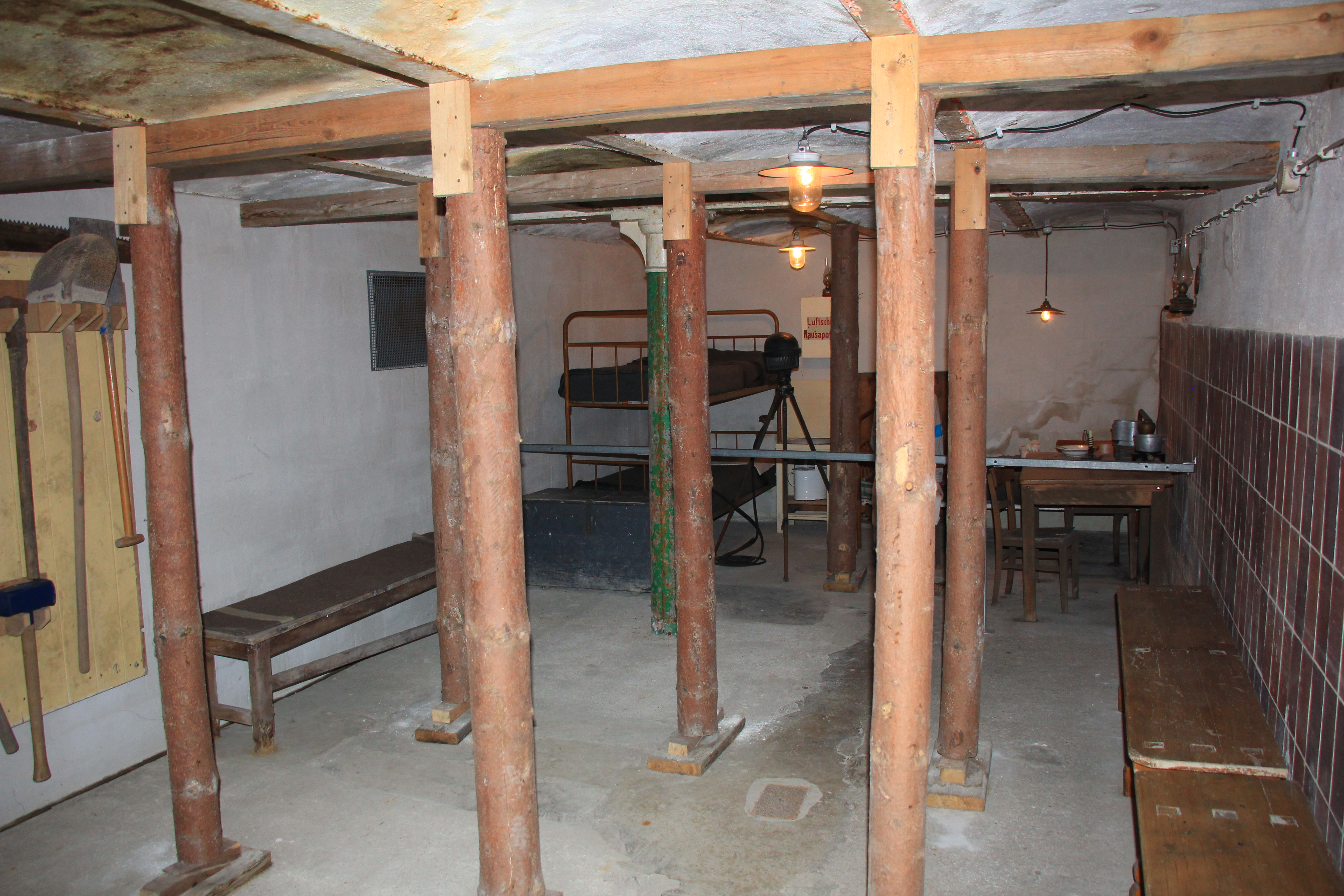
Historischer Luftschutzkeller des Stadtmuseums Traiskirchen
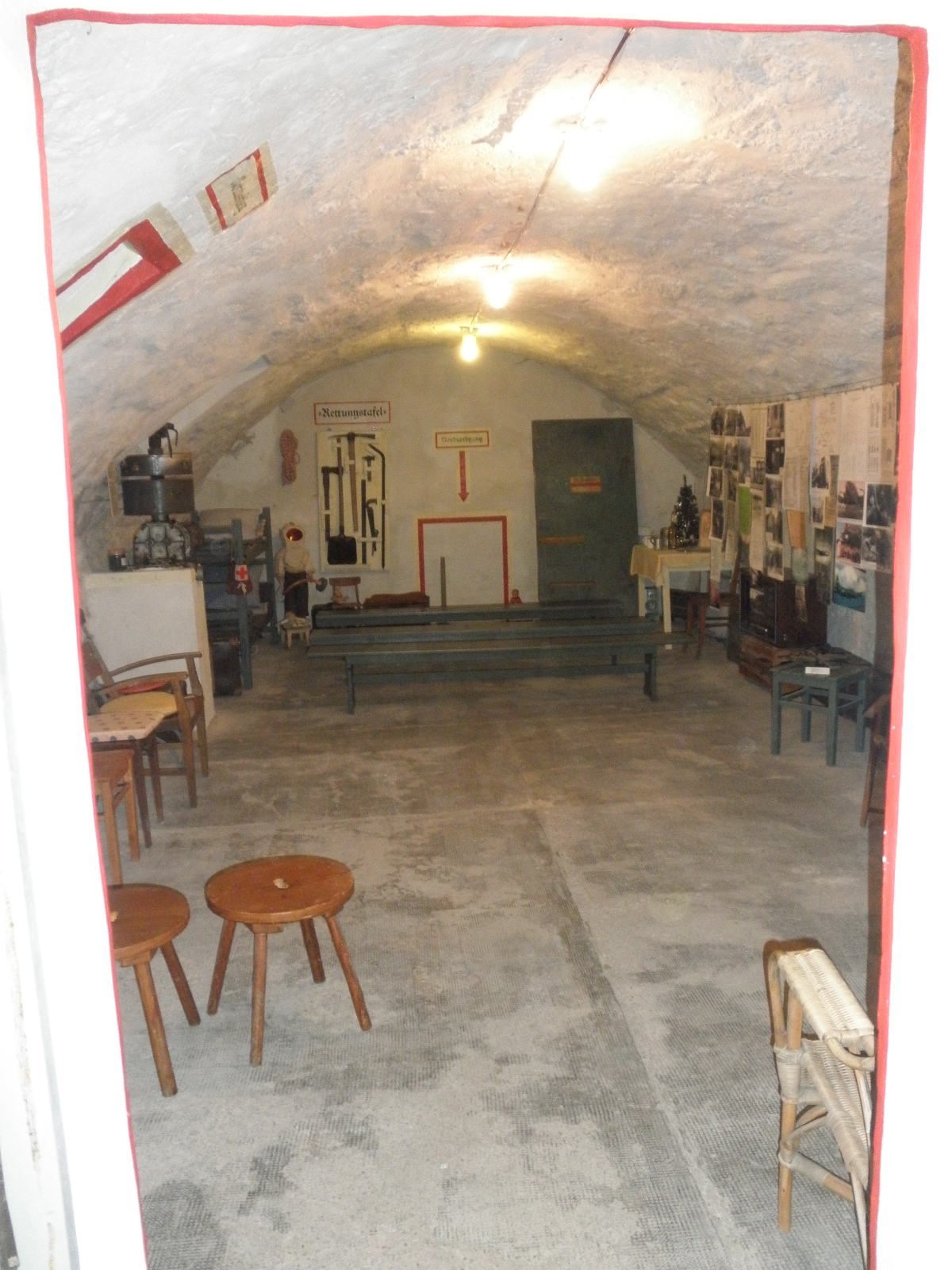
Luftschutzkeller-Museum in Erfurt
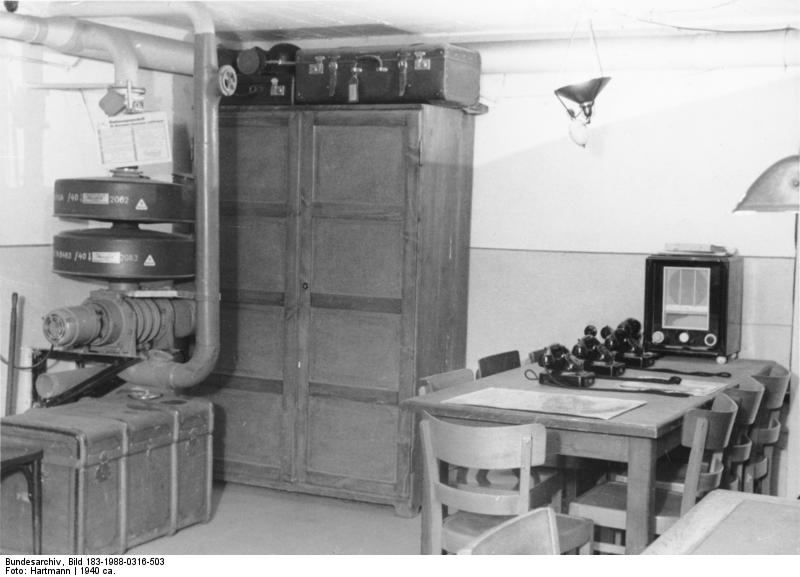
Deutscher Luftschutzraum während des Zweiten Weltkriegs um 1940
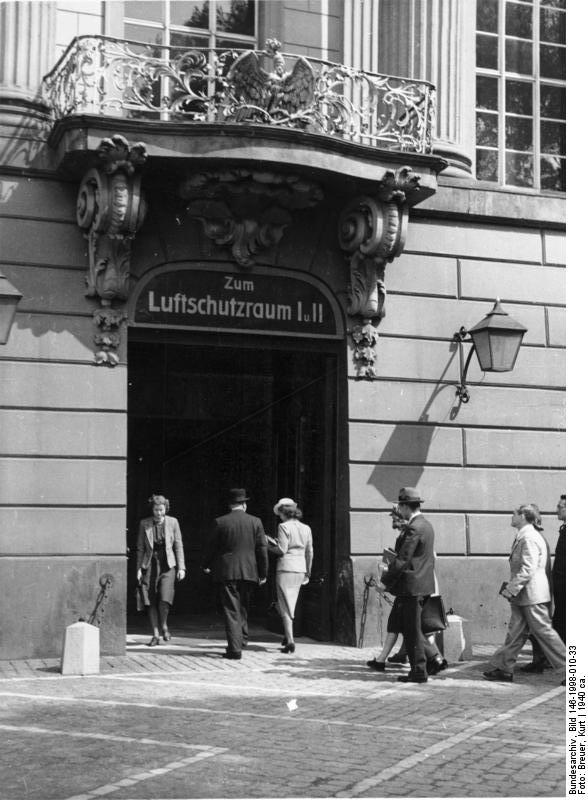
Luftschutzhinweis am Haupteingang der Universität Berlin (1940)
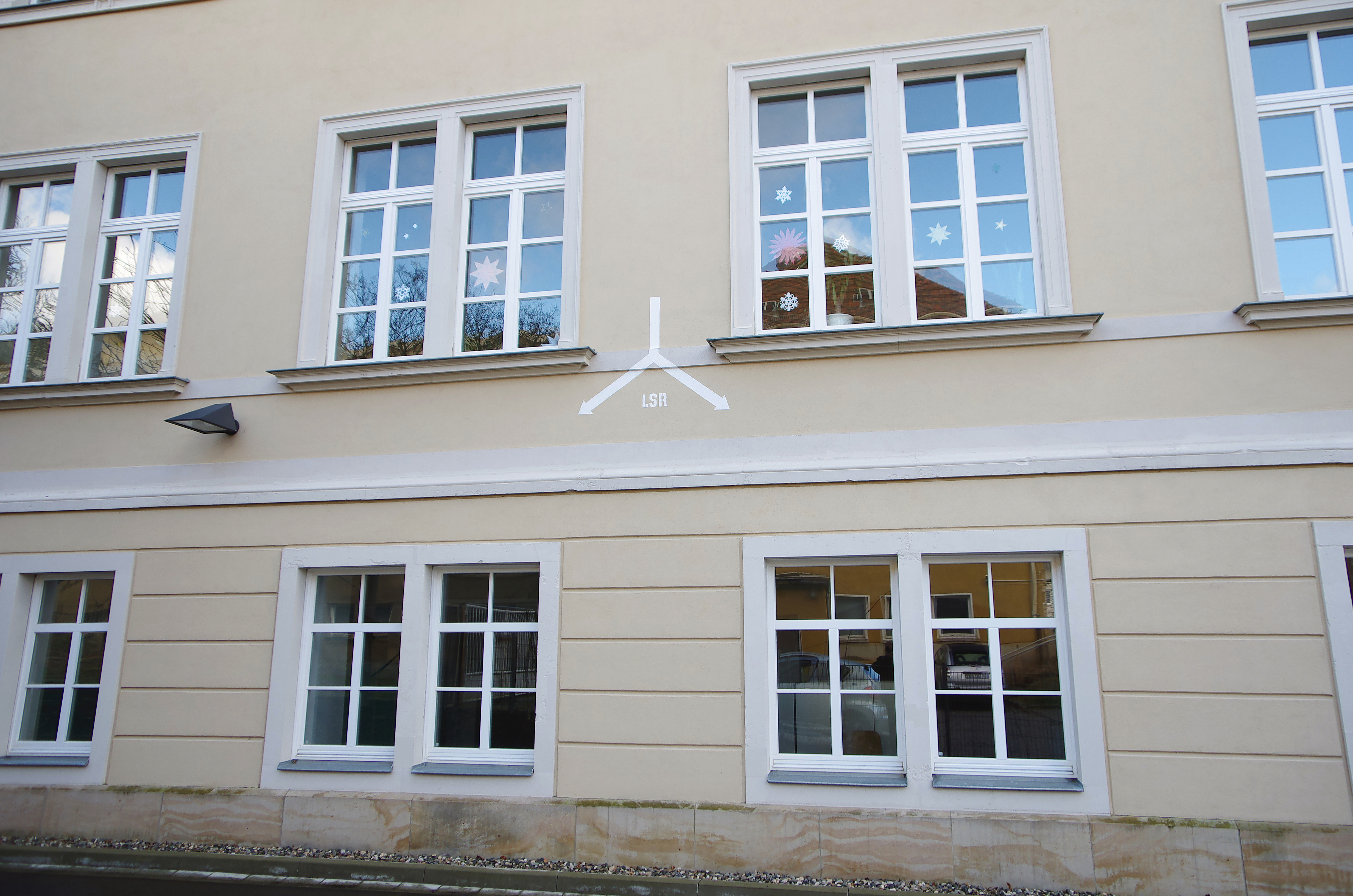
Luftschutzraummarkierung am Friedrich-Schiller-Gymnasium Pirna
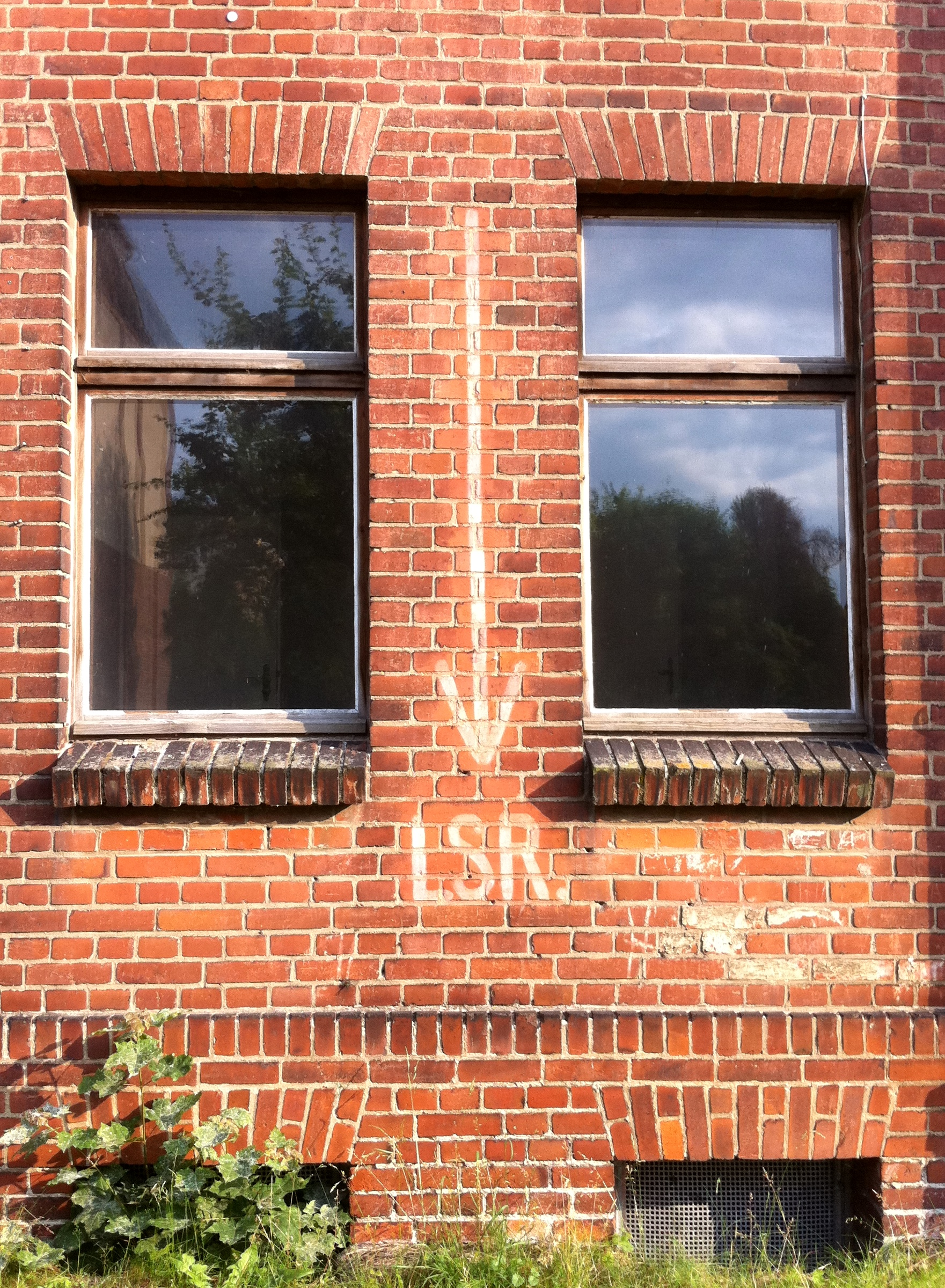
Luftschutzraummarkierung an einem Haus in Salbke
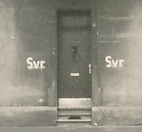
Lage-Kennzeichnung „S.v.r.“ (Schutzraum vorne rechts) für den Luftschutzkeller Wilhelmplatz 6 in Duisburg-Bruckhausen
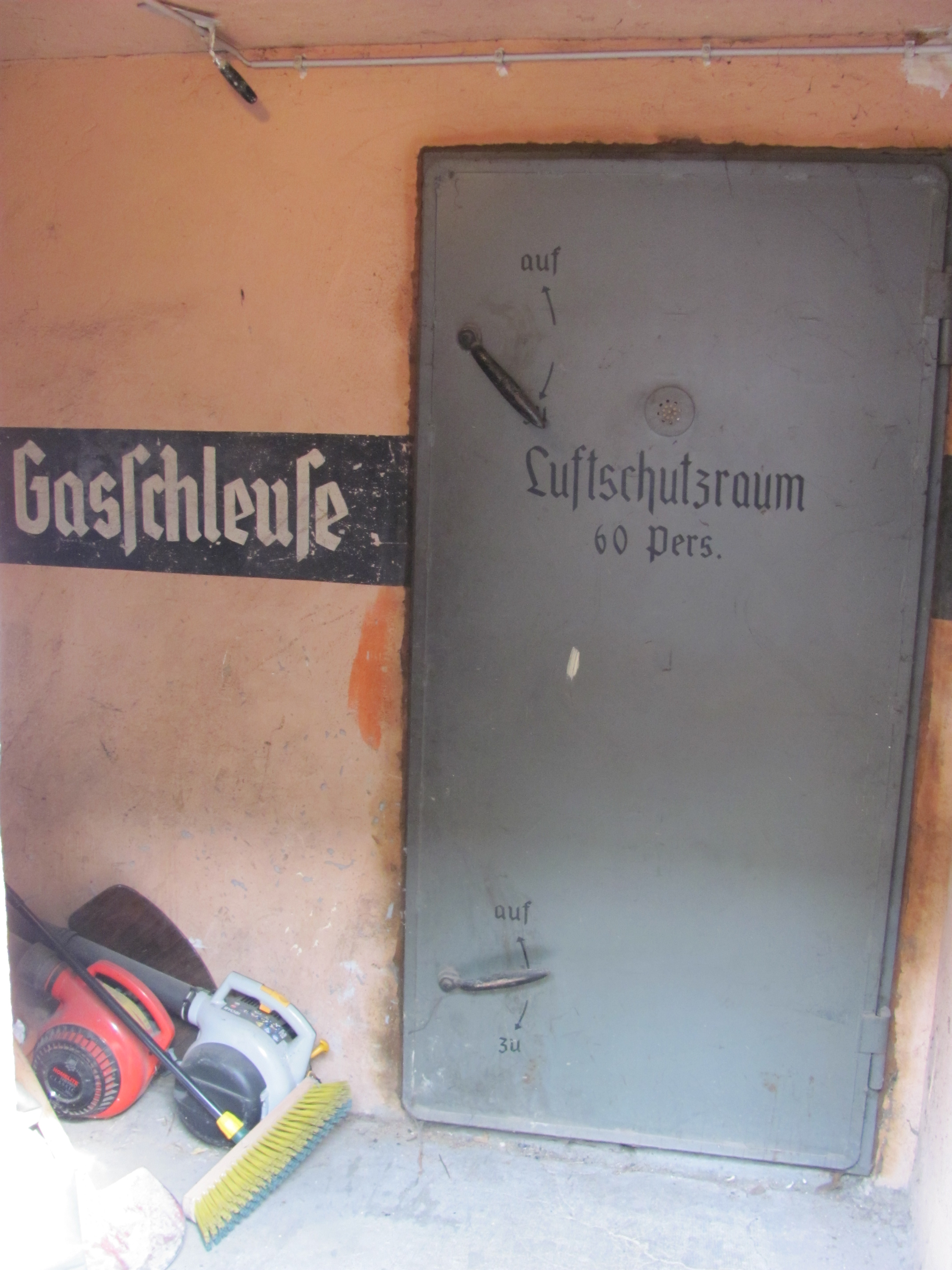
Stahl-Außentür der Gasschleuse im Luftschutzkeller Marschnerstraße 5, Frankfurt am Main
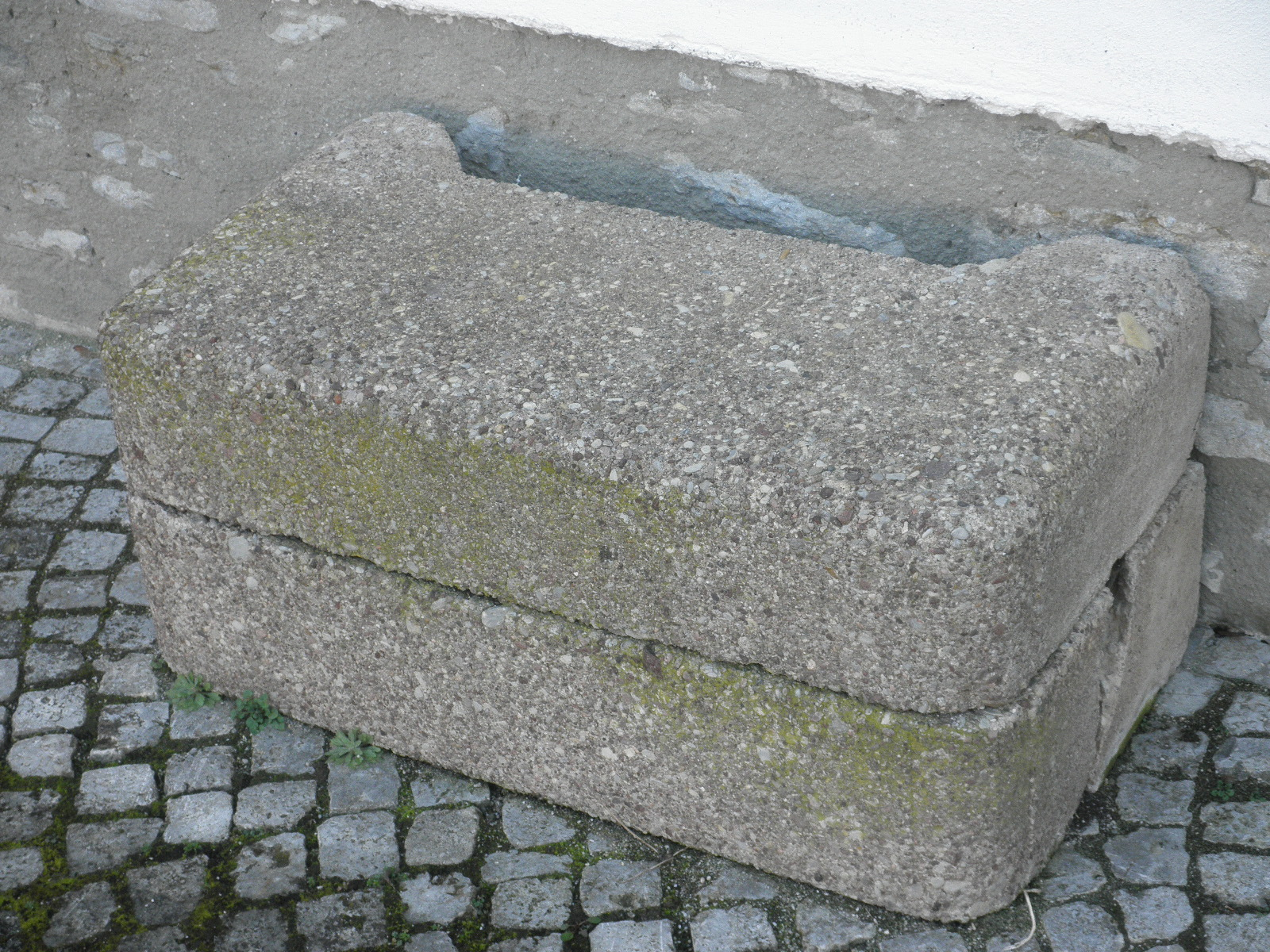
Splitterschutzblende vor Luftschutz-Kellerfenster in Erfurt
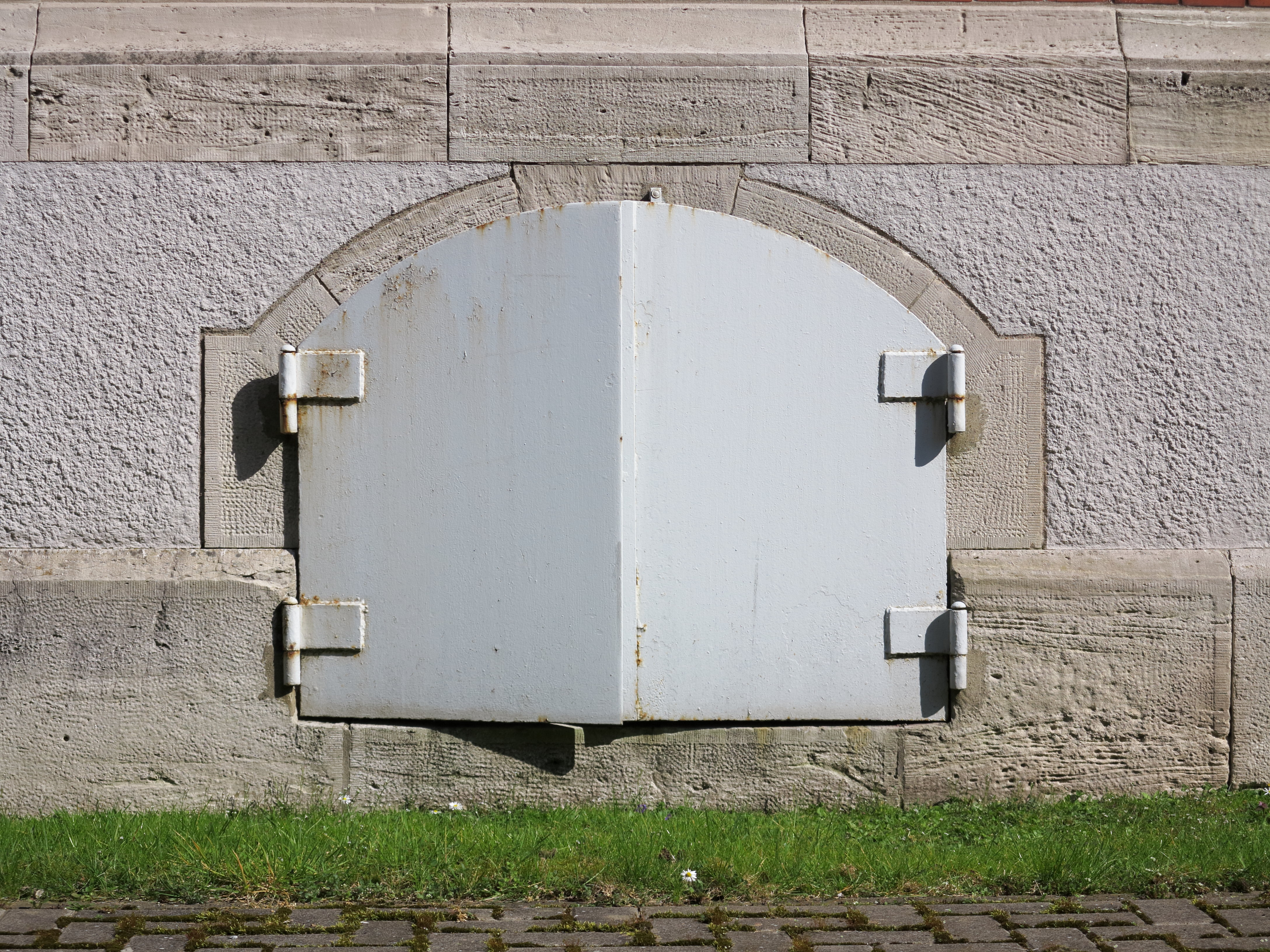
Stahltür als Splitterschutz vor einem Luftschutz-Kellerfenster
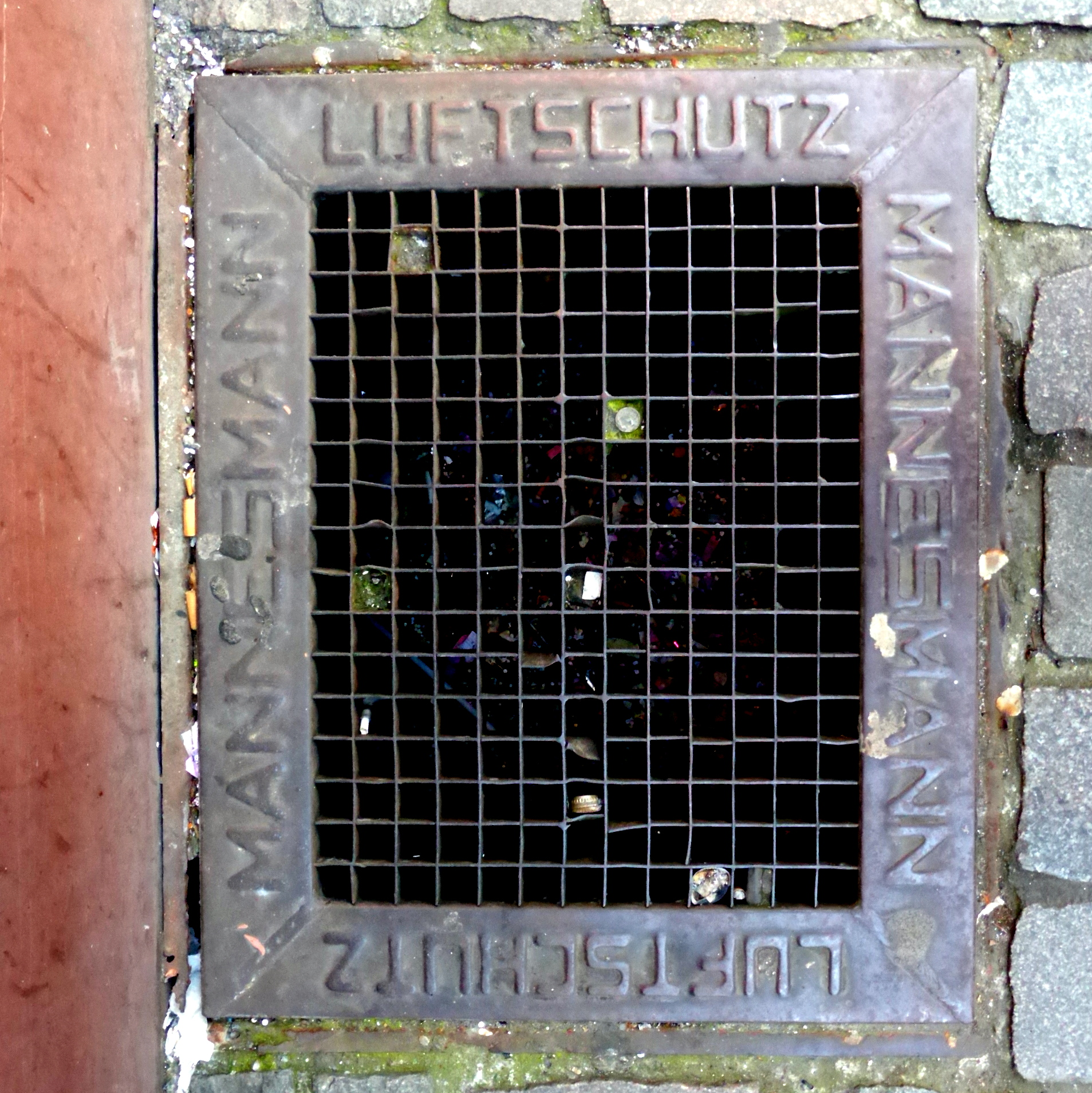
Abdeckgitter eines Luftschachts
Lage und Größe des Luftschutzraumes in Hamburg